# JVC Julianadorp
Pour les articles homonymes, voir JVC.
Maillots
JVC Julianadorp est un club néerlandais de football fondé le 21 juin 1921 et évoluant en Championnat Amateurs. Le club est basé à Julianadorp (commune du Helder). En 1994 le club faisait venir l'ancien grand footballeur anglais David Loggie comme nouvel entraîneur. Après 4 saisons sans succès, David Loggie quitte son poste d'entraîneur en 1998.

## Palmarès
- Eerste klasse (Noord-Holland)
  - 1946, 1956
- Tweede klasse (Noord-Holland)
  - 1952, 1978

## Historique
- 1921 : fondation du club.

## Entraîneurs (depuis 1937)
| - 1937-1944 Dhr.Zuidema - 1944-1964 Barend de Boer - 1964-1987 Herman den Hollander - 1987-1989 Fred Kanne - 1989-1993 Gerrit Boerman - 1993-1994 Ruud van de Kerkhof |  | - 1994-1998 David Loggie - 1998-2004 Marius Privée - 2004-2007 Remy Zoer - 2007-2009 Roelof Vredeveld - 2009-2012 Jan Loew - 2012- Ben de Visser |